# Eurville-Bienville
  Eurville-Bienville  es una comuna y población de Francia, en la región de Champaña-Ardenas, departamento de Alto Marne, en el distrito de Saint-Dizier y cantón de Chevillon. Es la comuna más poblada del cantón.
Su población en el censo de 1999 era de 2.083 habitantes. Su aglomeración urbana sólo incluye la propia comuna.
Está integrada en la Communauté de communes de la Vallée de la Marne, de la que es la mayor población.

## Demografía
| 2279 | 2217 | 2275 | 2327 | 2086 | 2083 |
| Para los censos de 1962 a 1999 la población legal corresponde a la población sin duplicidades (Fuente: INSEE [Consultar]) |      |      |      |      |      |

## Puntos de interés
- Château Bienville